# Meterythrops
Meterythrops (лат.) — род ракообразных семейства Mysidae из отряда Мизиды.

## Описание
Представители рода отличаются от других мизид следующими признаками: тельсон треугольной формы, длиннее ширины, с голым боковым краем; вершина узкая, с 2 парами шипов и парой перистых щетинок. Плеоподы самцов двуветвистые, 1-я пара с многосуставным экзоподом и несращенным эндоподитом; 2—5-я пары с многочлениковыми экзоподом и эндоподитом. Первый переопод (ходильная нога) имеет хорошо развитый экзопод (внешняя ветвь), карпопроподы эндопода (внутренняя ветвь) с 3-й по 8-ю ветвь переопод делится на подсегменты, и на эндоподе уропод (задних придатках) есть статоцисты.

## Классификация
Род Meterythrops был впервые выделен в 1879 году и включает представителей, обитающих на различных глубинах до 800 м, с длиной тела от 6 до 28 мм.
- Meterythrops intermedius Fukuoka & Murano, 2006
- Meterythrops japonicus Murano, 1977 — Япония, на глубинах до 230 м (длина тела около 10 мм)[6]
- Meterythrops megalops Ii, 1964
- Meterythrops microphthalmus W. Tattersall, 1951
- Meterythrops muranous Petryashov, 2015
- Meterythrops pictus Holt & Tattersall, 1905
- Meterythrops robustus Smith, 1879
- Meterythrops tenuispinis Fukuoka & Murano, 2006